# Hellpoint
Hellpoint est un jeu de rôle d'action développé par Cradle Games et publié par tinyBuild, sorti le 30 juillet 2020. Le joueur prend le rôle d'un humanoïde sans nom échoué sur la station spatiale abandonnée Irid Novo, et doit combattre des créatures vicieuses afin de résoudre le mystère derrière les événements qui s'y sont déroulés. Irid Novo tourne autour d'un trou noir massif; la position de la station par rapport au trou noir affecte la force des ennemis,.

## Système de jeu
Dans Hellpoint, le gameplay tourne principalement autour du combat de manière assez similaire à la célèbre série de jeux vidéo des Souls.
Le joueur possède des attaques légères et fortes dans son arsenal, ainsi qu'un mécanisme d'esquive. La progression du jeu peut être sauvegardée  en certains points (les failles) ;les ennemis ne sont pas ressuscités, mais  ils se régénèrent au bout d'un certain temps.
Jusqu'à deux injections de guérison peuvent être stockées au début. Ensuite, il faut une amélioration de soin pour augmenter le nombre de seringues. La jauge de soin est rechargée en infligeant des dégâts aux monstres.
Le jeu repose fortement sur l'exploration, offrant un certain nombre de secrets à découvrir. Ils peuvent être cachés, derrière des portes secrètes ou dans des endroits en apparence inaccessibles, mais qui peuvent être atteints en utilisant la mécanique de saut,,.

## Développement

### Campagne Kickstarter
En 2017, Cradle Games avait lancé une campagne Kickstarter pour financer le développement de leur projet. Avec l'objectif initial de 50 000 $ CA, ils ont réussi à réunir 64 500 $ CA sur une période de deux ans. En 2019, le projet a été déclaré financé,.

## Chapitre de suite jouable
Un chapitre de suite jouable à Hellpoint, Hellpoint: The Thespian Feast, est sorti sur Steam le 20 février 2020. Les événements de ce chapitre ont lieu une demi-décennie après les événements du jeu principal[réf. nécessaire].